# Brighton rock (novela)

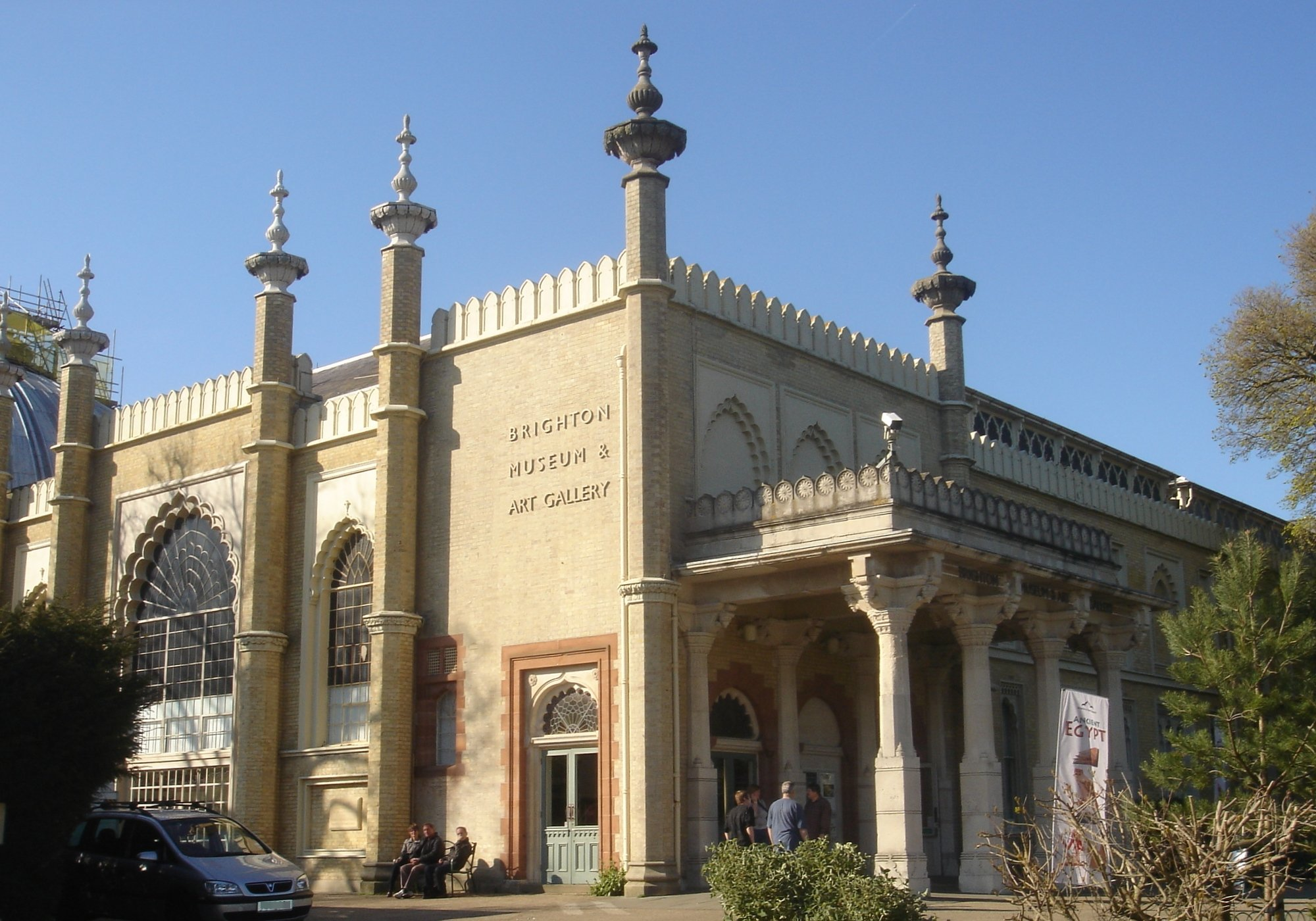
Museo y Galería de Arte de Brighton.

Brighton rock es una novela policial escrita por el novelista británico Graham Greene y publicada por primera vez en 1938. Está ambientada en el popular balneario inglés de Brighton, ubicado a ochenta y cinco kilómetros al sur de Londres en la costa sur de Inglaterra. En Brighton hay dos bandas de mafiosos que protegen principalmente a los agentes de apuestas de las carreras de caballos. La banda liderada por el poderoso Colleoni mata a Kite, jefe de la otra banda recayendo el mando de esta en el joven de diecisiete años Pinkie Brown. Pinkie es un asesino nato, violento y obsesionado por el recuerdo de las relaciones sexuales de sus padres. Todo comienza porque Pinkie decide eliminar a un periodista del Daily Messenger que estuvo involucrado en el asesinato de Kitie.
Charles Fred Hale es el periodista asesinado por Pinkie y sus secuaces pero, aunque habían planificado no dejar pistas, fallan por la intervención de una joven mesera de un café, Rose, quien observa que la persona que dice la prensa que falleció no es la misma que ella atendió en el café Snow's. Ante esta evidencia, Pinkie baraja dos opciones o la mata o bien se casa con ella pues así no podrá declarar contra él. Pinkie y Rose son católicos y durante el desarrollo de la novela manifiestan sus creencias sobre el bien y el mal, el pecado mortal, el acto de contrición perfecto y la absolución de los pecados.
Finalmente Pinkie y Rose contrajeron matrimonio civil, no por la iglesia y por lo tanto ambos eran conscientes de que cometieron pecado mortal al tener relaciones sexuales. Ida Arnold era una veraneante alegre y jovial de mediana edad que por casualidad conoció a Fred Hale y estuvo con él hasta instantes antes que lo secuestraran para eliminarlo. Ida también se dio cuenta de que la muerte de Fred no era tan sencilla como la describía la prensa y la policía: muerte natural, por lo que decidió investigarla. 
La novela está muy lograda en el sentido que mantiene el suspenso hasta el final sobre si Pinkie mata a Rose y si Ida logra evitar este asesinato.

## Ambientación

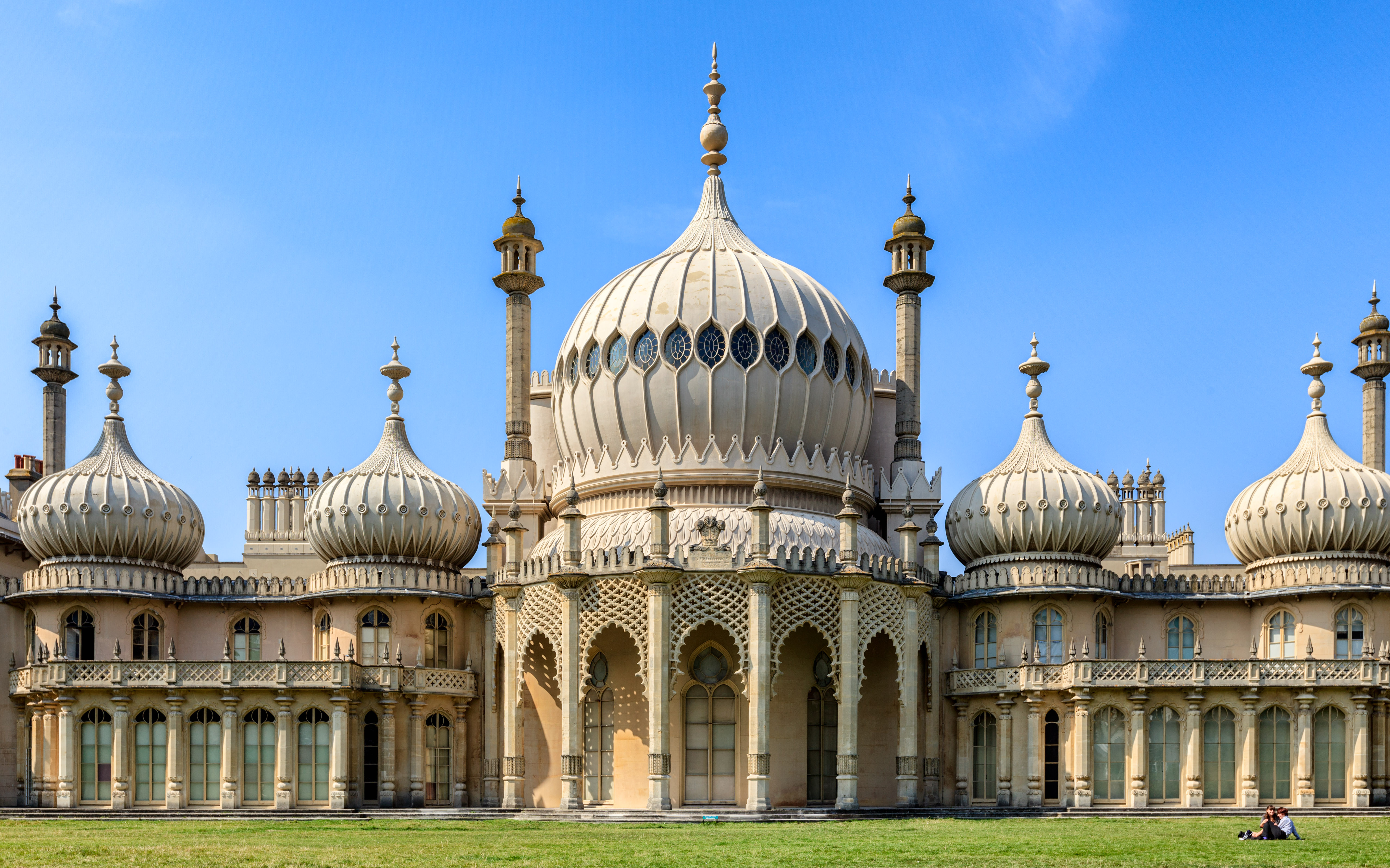
Cúpula del Royal Pavilion

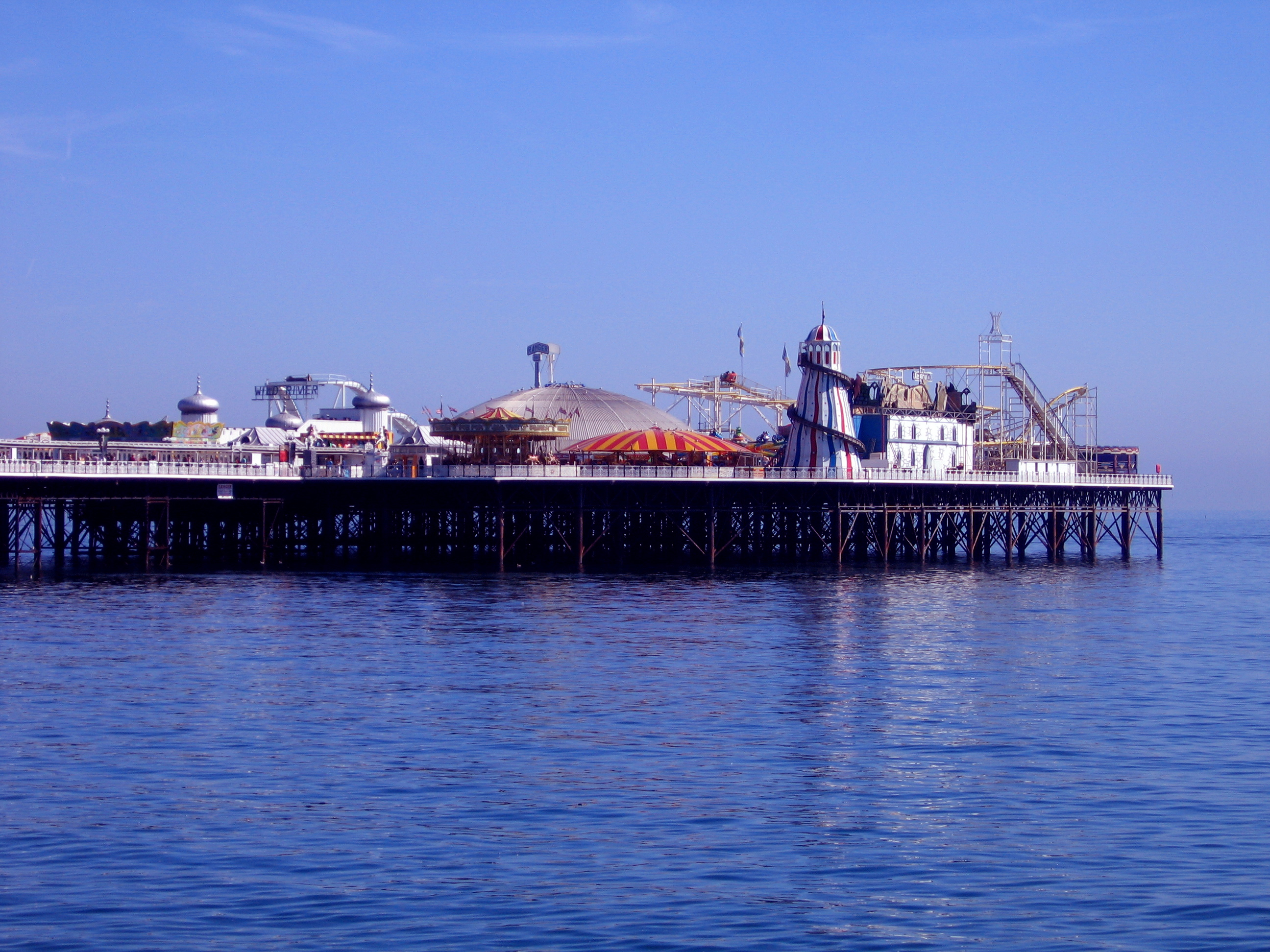
El elegante Palace Pier sobre las aguas del Canal de la Mancha en un día de verano.

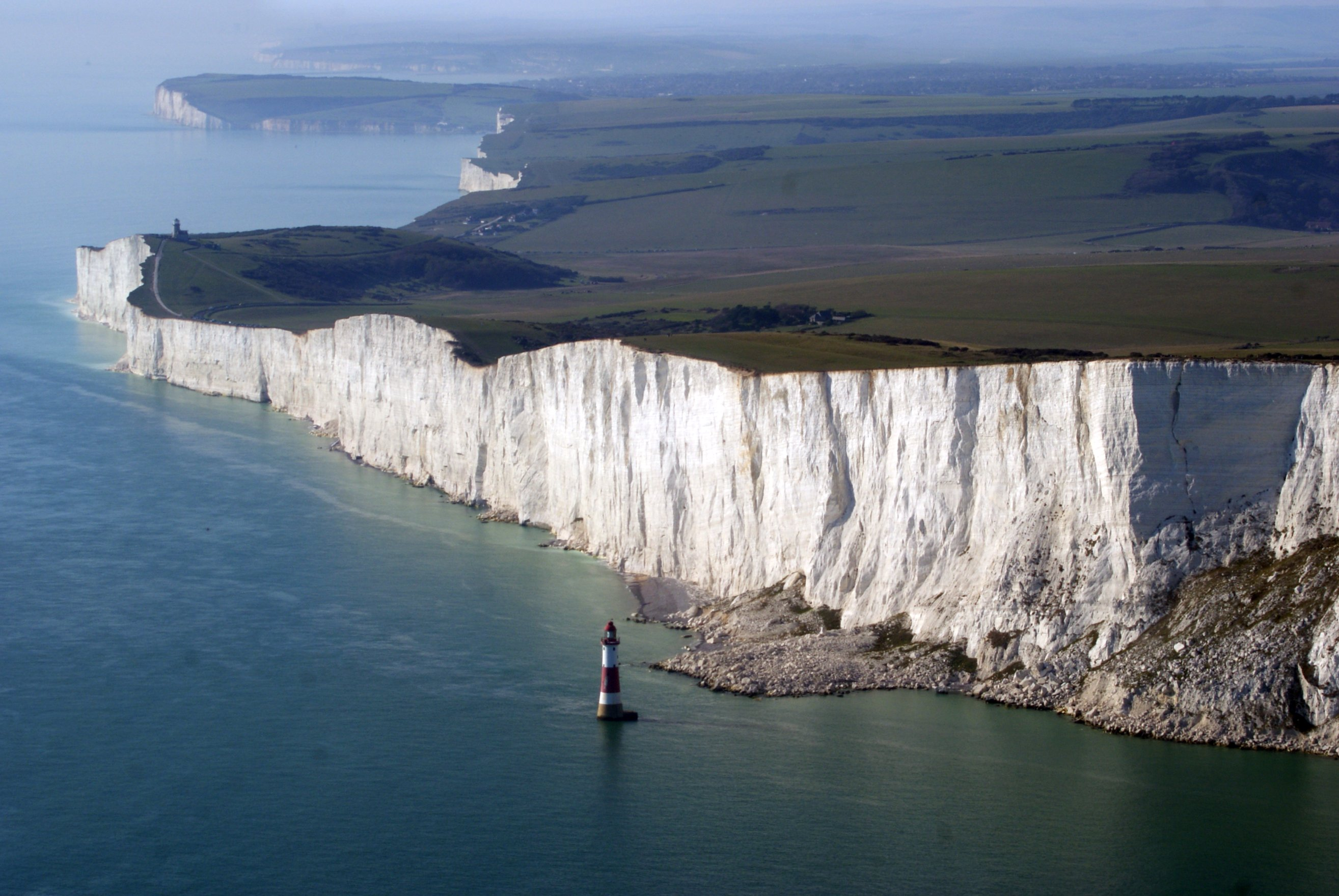
Arrecife de Beachy Head

La novela se desarrolla en Brighton, al sur de Inglaterra en el condado de East Sussex, una de las ciudades costeras más grandes del país y el destino favorito de los londinenses para una escapada de un día a la playa. Se puede llegar en tren o bien por carretera, está a solo 85 kilómetros de Londres. Era domingo de Pentecostés, ese día llegaron más de 50.000 londinenses atraídos por el sol y el viento marítimo. 
Las casas y sus dos muelles habían sido recién pintadas. La gente hacía carreras en Queen's Road en los pequeños coches eléctricos, había orquestas por todos lados, los jardines de las casas estaban llenos de flores. Contaba con clubes y cantidad de restaurantes, pubs y cafés. Conservaba numerosos palacios de estilo victoriano, pero su muelle y su pabellón eran los puntos de mayor interés.
El Royal Pavilion (Pabellón real) construido en el siglo XIX para el príncipe regente que más tarde sería el rey Jorge IV, está ubicado en el centro de la ciudad frente a los Pavilion Gardenss. Su arquitectura hindú contrasta con las coloridas casas victorianas que lo rodean.
El Palace Pier, Muelle del Palacio, es uno de los muelles más largos y visitados del mundo. Cuenta con todo tipo de máquinas recreativas, atracciones infantiles, montañas rusas y puestos de comida. Tiene un teatro. Cerca de él está el West Pier. Frente al mar y cerca al Brighton Pier está el acuario más antiguo del mundo, su arquitectura es victoriana. Había un hipódromo en la que se corrían carreras los días sábados. 
Cercanos a Brighton, al este y dentro del parque rural Siete Hermanas, se encuentran los impresionantes acantilados ondulados de tiza de unos 100 metros de altura llamados Beachy Head.

## Personajes
Listados según van apareciendo en la novela.
- Charles Fred Hale: Periodista del Daily Messenger asesinado en Brighton por una banda dirigida por un adolescente. La investigación de su muerte es la trama de la novela. Vestía negligentemente pues pensaba que las mujeres no se interesaban en él.
- Ida Arnold: También llamada Lilly. De unos cuarenta y cinco años. De figura opulenta y magnífico cuerpo, grandes pechos. Ojos grandes y claros. Cordial, amable y afectuosa, era de fiar. Cumplidora y perseverante. Le gustaba cantar. Separada de Tom que ahora desea volver con ella. Decide investigar la muerte de Hale. En las carreras gana 2.000 libras apostando al caballo que le había recomendado Hale.
- Pinkie Brown: Adolescente de diecisiete años. Barbilampiño, pelo lacio, ojos grises. Mal trajeado pero tenía un aire insolente. Siempre alerta y vigilante, seguro de sí mismo. A la muerte de Kite tomó el mando de la banda. Vive en la casa de Billy. Se firma como: "Secretario de Protección de los apostadores oficiales". El sexo le provoca asco y el matrimonio terror. Se casa con Rose por el civil.
- Cubitt: Integrante de la banda de Pinkie. Fornido, colorín de cabello corto, rostro pecoso. Es uno de los asesinos de Hale. Deja la banda cuando Pinkie revela que él mató a Spicer.
- Colleoni: Jefe de la otra banda que opera en Brighton. Judío. Rechoncho, ojos verdes, poco pelo. Tiene experiencia y contacto con la policía y la prensa.
- Kite: Jefe de una de las pandillas de Brighton, asesinado por la banda de Colleoni. Además de las carreras de caballos había entrado en el negocio de las máquinas automáticas.
- Dallow: Miembro de la banda de Pinkie. Fornido, musculoso, tiene la nariz rota y expresión de brutal ingenuidad. Es el otro asesino de Hale. Es el segundo de la banda y el único en quien Pinkie confía.
- Spicer: Miembro de la banda de Pinkie. Rose cree haberlo visto antes. No desea seguir matando personas, el siempre se opuso a que eliminaran a Hale. Su foto aparece en un kiosco, Rose lo reconoce. Pinkie lo mata lanzándolo desde la escalera de la casa de Billy.
- Clarence: Viudo. Pretendiente de Ida. De aspecto tétrico, pálido.
- Molly Pink: Atiende en la casa de Hale.
- Old Crowe: Vive en la casa de Ida. Practica espiritismo con ella. De edad avanzada, canoso, miope.
- Rose: Camarera del restaurante Snow's. Rostro fino, pálida, ojos lejanos, boca grande, delgada, dieciséis años de edad. Pobre, modesta e ingenua. Buena fisonomista. Se enamora de Pinkie. Siempre ha vivido en Nelson Place. Contrae matrimonio civil con Pinkie.
- Billy: Casero de la pensión donde viven Pinkie, Dallow, Spicer y Cubitt. Casado con Judy. Ciego.
- Brewer: Agente de apuestas en el bar de la esquina, su ganancia era el 10% de las apuestas. Corpulento, de edad y con la esposa enferma. Pagaba protección a Colleoni y a Pinkie, pero no puede seguir con ambos, solo le pagará a Colleoni. Pinkie le marca la cara y obtiene el pago de veinte libras. Lo denuncia a la policía.
- Jim Tate: El honrado Jim. Agente de apuestas igual que Brewer. Alto, de aspecto saludable. Ida apuesta con él 25 libras a Black Boy, dato que le había dado Hale.
- Judy: Esposa de Billy, enamorada de Dallow.
- Phil Corkery: Amigo de Ida. De aspecto tímido.
- Crab: Mano derecha de Colleoni. Joven, rubicundo, bien vestido, tiene la nariz llena de cicatrices.
- Drewitt: Abogado. Cara amarillenta medio envejecida con arrugas, aparenta jovialidad, simpatía y discreción. Pinkie lo contrata para que los case a él y a Rose por el civil lo más pronto. Lo involucra como testigo en el asesinato de Spicer.
- Sylvie: Novia de Spicer. Pelo rubio platinado, ojos francos y abiertos, cejas finas. Coquetea con Pinkie, este la abandona.
- Johnnie: Integrante de la banda de Pinkie.

## Argumento
Primera parte
Fred Hale era un periodista del Daily Messenger que promocionaba el diario durante el verano en distintos balnearios y ciudades mediante un popular concurso consistente en vagabundear por el lugar dejando escondidas tarjetas que cuando eran descubiertas por la gente ganaban un pequeño premio, pero si identificaban al que las colocaba, Fred, que en este concurso se llama Kolley Kibber, el premio era mucho mayor. Ese domingo de Pentecostés a Fred le correspondió concurrir al elegante balneario de Brighton, lugar en que sabía que su vida estaba en peligro.
Ese día habían llegado a Brighton más de 50.000 veraneantes, Fred pensaba que mientras estuviese rodeado de gente no le podrían hacer nada. Tenía que encontrar alguien que lo acompañara durante su recorrido por la ciudad. Al pasar frente a un bar, escuchó cantar a Ida Arnold a quien le pidió que lo acompañara. La invitó a recorrer los juegos de Palace Pier, tomaron un taxi en el que le contó que vivía de las apuestas, ella le pidió que le diera un dato para apostar en las carreras del sábado, él le nombró a Black Boy. Le dijo a Ida que tenía miedo de que lo mataran. Se bajaron en la entrada del Palace Pier, Ida fue al baño, demoró no más de cinco minutos y al regresar Fred había desaparecido. Era la una y media de esa tarde. 
Pinkie se reúne con Dallow, Cubitt y Spicer en la terraza de un café del Palacio de Diversiones. Son las dos y media de la tarde. Pinkie los reta por el atraso, debían haber llegado un cuarto para las dos y al preguntarles como les fue, Dallow le dice que él y Cubitt lo liquidaron, que habían hecho un trabajo perfecto, que las tarjetas se las dieron a Spicer para que las colocara dando la impresión que Hale había muerto después de las dos. Spicer les cuenta donde las colocó y que una la dejó en el restaurante Snow's debajo del mantel. Pinkie se alarma, alguien podría reconocer a Spicer por lo que parte a rescatar esa tarjeta. En Snow's la mesa estaba libre pero bajo el mantel no había tarjeta. Estalló en cólera, destrozó un salero contra la mesa, llegó la camarera que la atendía y le cuenta que ella encontró debajo del mantel una tarjeta de Kolley Kibber de diez chelines. Que el periodista que la puso no se parecía en nada con el que aparecía en el diario, que lo reconocería pues era muy buena fisonomista. Pinkie la invita a salir, ella es Rose.  
Ida regresa a Londres y tiene una reunión en Henekey's con un antiguo pretendiente que ha enviudado recientemente, Clarence. Durante la conversación Ida le cuenta que desea apostar a un caballo que le recomendó un amigo que conoció en Brighton. Clarence le responde que el otro día murió un tal Kolley Kibber en Brighton y le muestra la fotografía del diario. Ida le dice que ese es su amigo, que estaba asustado y que se llama Fred. Ida lee toda la historia de Kolley Kibber en el periódico, que había fallecido de muerte natural, que había dejado tarjetas en... y una en un restaurante donde fue a comer. Ida se despide de Clarence y va al funeral de Fred al que asisten solo el cura, ella, una mujer que parecía una criada y dos hombres. Fue incinerado. Ida decide investigar la muerte de Hale. Va a la pensión en que vivía Fred, es atendido por Molly Pink, de la conversación con ella sale convencida de que algo raro hay en todo este asunto. Decide hacer en su casa una sesión de espiritismo con su amigo Old Crowe, invocando al espíritu de Fred. La tabla ouija escribe: FRESUICILLOJO Ida la descifra como FRE significa Fred, SUICI equivale a suicidio, OJO a ojo por ojo, pero falta LL probó de nuevo y escribió la palabra PHIL.
Segunda parte
Pinkie y Spicer están al final del muelle conversando sobre la muerte de Hale, a Spicer le extraña el veredicto del jurado, muerte natural y manifiesta que no desea más muertes. Cuando se va, llega Rose, quien parece reconocerlo como el hombre que dejó la tarjeta del Messenger en el Snow's. Eran las once de la noche. Pinkie lleva a Rose a cenar al elegante Sherry's. En el camino Rose le cuenta que fue a cobrar su premio al Messenger, que nadie le hizo preguntas y le comenta que el hombre de la foto no es el mismo que puso la tarjeta bajo el mantel del Snow's. Pinkie le dice que se olvide de Hale y le muestra la botella con vitriolo con que una pandilla desfiguró el rostro de una joven y le pide que si alguien le hace preguntas se lo informe de inmediato, le da su dirección y teléfono. En el baile Pinkie le solicita que sea su novia, ella lo acepta encantada.
Pinkie regresa a su pensión donde lo esperan los integrantes de su banda. Le informan que dos suscriptores no les pagarán más protección: Brewer y Tate, Dallow propone liquidarlos. También conversan sobre Rose que podría reconocer a Spice y proponen como solución que Pinkie se case con ella con lo que asegurarían su silencio. Pinkie y Dallow van a la casa de Brewer, este les dice que no puede pagar protección a Colleoni y a ellos y que ya le pagó a Colleoni que lleva sus negocios a lo grande, Pinkie le pega y le araña el rostro con las uñas; obtienen el pago de lo adeudado y se van.
Colleoni invita a Pinkie al Cosmopolitan. En la entrevista Pinkie le cuenta a Colleoni como murió Kite en el andén de la estación del ferrocarril porque un periodista quiso engañarlos. Colleoni le pide que no moleste a Drewer y a Tate, no llegan a acuerdo. Al salir de la habitación de Colleoni, Pinkie es detenido por un policía que venía de su casa por una denuncia de Brewer. En la comisaría el inspector le dice que lo único que desea es que no haya enfrentamientos callejeros en Brighton, que si ellos desean pelear en las carreras no le importa. Pinkie sale indignado de la comisaría, él les demostrará de lo que es capaz.
Tercera parte 
Ida pasó la noche en Brighton. Quería investigar la muerte de Hale pero necesitaba dinero por lo que se dirigió donde al agente de apuestas Jim Tate, el Honrado Jim, con quien apostó veinticinco libras a Black Boy, Tate mencionó el nombre de Colleoni. Ida se va, entra a un café para hacer hora, ya que a la una debía encontrarse con Phil Corkery. En el café le pregunta al garzón quién es Colleoni y este le responde que es el jefe de la banda que eliminó a Kite y le explica todo lo referente a la pandilla de Kite, que está mal, el jefe ahora es un muchacho de diecisiete años; también le cuenta que anoche le habían pegado a Brewer.
Ida se dirige al Snow's y se sienta en la mesa atendida por Rose y le pregunta si fue ella la que encontró la tarjeta de Kolley Kibber. Inicialmente Rose se entusiasma contando que ese fue su primer día de trabajo, que fue un día feliz, que vive en..., que su edad es... hasta que Ida le pregunta si recuerda al periodista bajito que le trajo tanta suerte, ella le responde que no era tan bajito y luego se calla y no responde ninguna pregunta más. Llega Phil, le presenta a Rose, pero esta ya no quiere agregar nada más por lo que se van. 
Ida le dice a Phil que ha averiguado más de lo que esperaba. Que ahora sabe que Hale no fue quien puso la tarjeta que encontró Rose. Hale no bebía cerveza y era bajo. Ida decide ir a la policía para averiguar por qué un suicidio lo califican como muerte natural. El inspector le dice que Charles Hale murió de muerte natural y que lo que a ella le han contado no hace variar en nada el informe del forense, a Hale le falló el corazón y la investigación está cerrada. Ida le replica que no para ella y se va.
Spicer vagabundea cerca de la comisaría cuando es abordado por Crab, joven pandillero de Colleoni, quién le informa que en ese momento Pinkie está en la comisaría. Spicer asustado se dirige a la casa de Billy. No hay nadie; suena el teléfono es Rose que le pide que le informe a Pinkie que una mujer y un hombre fueron a Snow's y le hicieron preguntas. Entra en pánico y sale de la casa.
Pinkie abandona la comisaría indignado y va al Snow's encontrando a Rose vestida para salir. Ella le pregunta si le dieron el recado que le dejó con el hombre de la tarjeta. La reta, el hombre de la tarjeta está muerto. Toman un autobús y llegan al campo donde está el precipicio y Pinkie le pide que le cuente todo. Rose le dice que una mujer desvergonzada y su amigo la habían interrogado y ella no les había dicho nada. Regresan a la ciudad y al pasar por un kiosco Rose ve una fotografía de Spice colgada en la vitrina. Se la muestra a Pinkie y le dice que ese el hombre que dejó la tarjeta. Pinkie trata de sacar la fotografía, pero el fotógrafo no se lo permite. Pinker regresa indignado a casa de Billy y le dice a Spicer lo de la foto, que se vaya a descansar hasta el día de las carreras.
Cuarta parte
El día de las carreras amaneció espléndido. Pinkie y Spicer llegaron en su viejo Morris, Pinkie pensaba que tendría que casarse con Rose; la cama matrimonial y la intimidad le producían repugnancia pues le recordaban su infancia cuando escuchaba los ruidos que sus padres hacían en la pieza del lado al tener relaciones sexuales; le cuenta a Spicer que hará un pacto con Colleoni, este se alegra y le dice que cuando mataron a Kite él estaba listo para retirarse. Entran a un palco, Spicer apuesta con Tate a Memento Mori y se entera de que una mujer había apostado veinticinco libras a Black Boy. Black Boy gana la carrera y Memento Mori llega segundo. Spicer ganó diez libras. Pinkie y Spicer fueron rodeados por seis hombres de Colleoni, a Spicer lo lanzan al suelo y lo patean, a Pinkie le arañan la cara. Pinkie se escabulle llegando hasta el Snow's donde Rose lo cura. Le dice a Rose que a Spicer lo mataron y que él debe regresar a su casa para juntarse con el resto de su pandilla. Antes de irse escuchan la risa de Ida. Pinkie está consciente que debe evitar como sea que Rose hable, la corteja, la manosea, la besa, es su táctica para que no hable. Ella está feliz, no le importa lo que él haya hecho.
Pinkie llega a su pensión, el teléfono estaba sonando y Cubitt lo contesta, preguntan por Spicer. Pinkie le pide que llame a Drewitt, un abogado, para consultarle sobre matrimonios. Al rato se presenta Drewitt y le dice que quiere casarse con una chica de dieciséis años, que él tiene diecisiete y que desea solo casamiento civil, no por la iglesia. Drewitt le dice que todo puede arreglarse y cierran el trato. Cubitt se despide y llega Dallow, los saluda y le pregunta qué le pasó a Spicer. Está muerto, le responde Pinkie, no puede ser le replica este, "lo acabo de ver en su habitación". Pinkie va a ver y efectivamente está haciendo su maleta para irse, tiene una venda en el cuello. 
Ida en el Snow's aborda a Rose pues está decidida a averiguar lo que ella sabe. Ahora que había ganado dos mil libras en las carreras podría dedicarse solo a ello. Rose no quiere escucharla, le dice que lo único que desea es salvarla, que Pinkie no le conviene, es un malvado.
El cuerpo de Spicer está destrozado al pie de la escalera de la casa de Billy. Pinkie le dice a Drewitt que cayó al quebrarse la baranda y lo involucra como testigo. Le ordena a Dallow que llame a la policía y a un médico y les dice que él no estaba ahí, solo ellos dos. Pinkie se va a buscar a Rose, al subir a su habitación escucha como Ida la aconsejaba: que era por su propio bien y la respuesta de Rose que le dice que la deje en paz. Ida se va. Pinkie entra y le propone que deje el Snow's y se case con él, la besa, ella no se dio cuenta del asco y repulsión que le producía a Pinkie.
Quinta parte
La muerte de Spicer fue considerada un accidente. Dallow invita a Pinkie y a Cubitt al campo, a beber en la mejor taberna de la comarca. En la taberna se encuentran con Sylvie, la novia de Spicer. Ella invita a Pinkie a bailar, coquetea con él y finalmente terminan en la parte trasera de un auto estacionado, ella se había levantado la falda por encima de las rodillas. Pinkie sintió náuseas y vomitó, nunca se casaría, pensó.
Regresan a la pensión de Billy, allí lo esperaba Rose. Le muestra el periódico con la foto de Spicer y le recrimina que le hubiese dicho que había muerto en las carreras, además que este es el tipo que puso la tarjeta en el Snow's. Le dice que tiene miedo por él y que la han despedido del restaurante por tratar mal a Ida. Pinkie al día siguiente va a la casa de Rose y obtiene, por dinero, la autorización de sus padres para que Rose se case.
Sexta parte
Cubitt se emborrachó y fue a pedirle trabajo a Colleoni, lo recibe Crab y lo despide. Cuando va saliendo del Cosmopolitan se encuentra con Ida, que había escuchado parte de la conversación de Crab con Cubitt por lo que supone que este ha sido rechazado por Colleoni y ha peleado con Pinkie, decide aprovecharse de él. Conversan sobre la muerte de Kite y de Fred, además le informa que Pinkie se va a casar con Rose. Ida le ofrece veinte libras por su declaración, sube a buscar a Phil para que sea testigo, pero al regresar Cubitt ya no está. Pero por lo menos, ahora sí está segura de que a Fred lo asesinaron, no fue un suicidio y que tiene que salvar a Rose. 
Pinkie está acompañado por Dallow y Drewitt en el edificio municipal esperando a Rose para la ceremonia de matrimonio civil. Ella está atrasada, Pinkie va a buscarla, son las dos de la tarde, ven que viene Rose muy lentamente hacia ellos, les dice que viene de la iglesia, se había ido a confesar para estar en estado de gracia, pero luego se había arrepentido porque no podía confesar todo. El casamiento tiene lugar y al salir Pinkie los invita al café de la esquina a celebrarlo.
Luego Drewitt y Dallow se van y Pinkie lleva a Rose al Cosmopolitan y piden una habitación. el conserje se la niega y salen furiosos, caminan hasta el Palace Pier, Rose le pide que le grabe un disco como recuerdo, quiere tenerlo para escucharlo alguna vez. Pinkie entra a una cabina y graba lo siguiente: "¡Maldita seas, puta! ¿por qué no te vas a tú casa para siempre y me dejas en paz?" Sale de la cabina y se lo entrega, ella lo guarda como si fuese una reliquia. Siguen paseando y finalmente llegan a la casa de Billy. No había nadie, suben al cuarto de Pinkie, sucio y desordenado, ambos asustados, sin saber que hacer, van a la cama, tienen sexo. Pinkie siente una sensación de triunfo. Llega Cubitt borracho, le pide dinero a Pinkie, este no se lo da, pero Cubitt le dice que no importa porque tiene a alguien que le dará veinte libras y se va. Rose le pregunta si eran policías y menciona a Kolley Kibber. Pinkie ahora se da cuenta de que Rose sabe todo lo de él. Sale a la calle y encuentra en su bolsillo una nota de Rose que dice: "Te quiero, Pinkie, No me importa lo que hayas hecho".
Séptima parte
Cuando Rose despierta está sola en la habitación, no se sorprende, seguro que Pinkie tenía algo que hacer. Está feliz y decide ir a Snow's para que sus compañeras vean lo bien que está, habla con una de las camareras y regresa a casa de Billy donde le dicen que su madre la espera arriba. En su pieza estaba Ida. Rose le dice que no quiere que moleste a Pinkie. Ida le cuenta todo lo que sabe de las fechorías de Pinkie, que lo único que desea es justicia y salvarla. No convence a Rose y se va.
Pinkie ve cuando Ida sale de su casa, sube y Rose le dice que su madre estuvo recién con ella. Pinkie va donde Dallow y le cuenta que Rose le ha mentido sobre la visita de Ida, que la matará. Dallow le dice que confía en Rose y surge la idea que ella podría suicidarse. Pinkie vuelve a la habitación y Rose lo primero que le dice es que la mujer que la visitó era Ida, no su madre y que quería que ella lo dejara porque lo sabía todo. 
Pinkie va donde su abogado para saber si una mujer ha ido a preguntar por Spicer. Drewitt le cuenta que ha perdido todos sus clientes, Pinkie le da veinticinco libras para que se vaya por un tiempo a Francia, debe embarcarse mañana al mediodía y cuando se le termine el dinero le avise para enviarle más. Pinkie regresa a casa y le dice a Dallow que vigile a Drewitt. Sube a su habitación y encuentra que Rose la ha limpiado y ordenado, se enfurece. Ella le asegura que todo estará bien ahora que están juntos.
Pinkie baja donde Dallow y le cuenta que tener a Rose en la casa lo está volviendo loco pero que tiene un plan para deshacerse de ella, han hecho un pacto de suicidio. Ha recibido una carta de Colleoni en la que dice que ha contratado a la mayoría de su banda y que les ofrece trescientas libras para que se vayan de la ciudad. Dallow responde que es una buena oferta, que podrían comprar un bar en otro lugar. Pinkie le dice que se iría pero sin Rose.
Ida está sentada mirando hacia Francia y llega Phil Corkery, divisan a Pinkie, Rose, Dallow y Judy. Phil le comenta que no han tenido suerte con los testigos. Ida le contesta que no importa, ya volverán y mirando al otro grupo le dice que tarde o temprano acabarán cometiendo una tontería. 
Pinkie le dice a Rose que irán al campo, que irán a Hastings y luego a Peachhaven, rodean el acuario. Llegan a Rottingdean, van al café Lureland donde dejan el automóvil y van al hotel, los atiende Piker, un conocido de Pinkie. Saca del bolsillo el papel arrugado y se lo entrega a Rose para que le agregue algo, como que no puede vivir sin él o parecido, él va al baño. Pensaba que cuando vieran el papel dirían que se había suicidado. Sacó el revólver del bolsillo y lo cargó con dos balas y lo volvió a esconder. Salen del café, suben al auto y regresan a Brighton. Saca la pistola, le quita el seguro y se la entrega a Rose diciéndole que solo tiene que apretar el gatillo, que apunte a su oreja; cuando el sienta el disparo volverá a su lado y la seguirá disparándose también. La besa en la mejilla y se baja del auto, camina hacia la carretera. Rose lleva el arma a su sien y luego la baja, la vuelve a subir cuando escucha voces que llaman a Pinkie y un chopeteo en el agua. Abre la puerta del auto y lanza el arma lejos hacia los matorrales y ve a Ida, Dallow y un policía que se acercan. Aparece Pinkie y cuando ve a Dallow y al resto, saca la botella con vitriolo y luego se ve su cara en llamas, aullaba de dolor, corre hacia el acantilado y se lanza al mar. 
Ida deja a Rose con sus padres y al llegar a su casa le pide a Old Crowe que hagan una sesión, desea preguntarle a los espíritus si debe volver con Tom. Rose está en la iglesia confesándose, no quiere que el sacerdote la absuelva, quiere condenarse como él. El sacerdote le replica que si él la amaba demostraría que no era tan malo, que su amor pudo redimirlo. Rose sale de la iglesia reconfortada, va a la casa de Billy a recuperar su adorado disco en el que está la grabada su voz, la pobre nunca se imaginó lo que le esperaba.